# جال بانج
جول بناج (الأردية:گل پناگ) (3 يناير 1979 [بحاجة لمصدر] ؛ شانديجار، الهند) ممثلة بوليوود التي تنهال عليها الانتقادات وملكة الجمال السابقة التي شاركت في مسابقة ملكة جمال الكون. أبرز أفلامها بخور، والخنفساء، ومانوراما ستة اقدام تحت الأرض، ومرحبا ومستقيم.

## السيرة الذاتية
أتت جول بناج من خلفية عسكرية.والدها النائب العام هـ س بانج، في الجيش الهندي وهو حالياً في القيادة المركزية بالجيش. شقيقها الأصغر شاريبار سينج مصنف قومياً في رياضة التصويب علي القرص، ودرس في نفس مدرستها مدرسة لورانس، لوفيدل.
بدأت تعليمها في سنجرار، في ولاية بنجاب وغيرت أكثر من 14 مدرسة بما في ذلك كنداريا فيداليس (شانديغار، ماهو، لاه ويلينغتون، وتاميل نادو)، ومدرسة لورانس، لوفيدل والمدرسة الدولية في لوساكا، زامبيا. حصلت علي درجة البكالوريوس في الرياضيات من جامعة بنجاب باتيالا والماجستير في العلوم السياسية من جامعة بنجاب، شانديغار. لطالما كانت جول شغوفة بالرياضة البدنية والخطابة. ففازت بالعديد من المراكز في مساباقات المناظرة على المستوى الوطني، بما في ذلك ميداليتين ذهبيتين، في المناظرة القومية السنوية بين الجامعات.

## حياتها المهنية
فازت جول بناج بلقب ملكة جمال الهند في عام 1999 ولقبت بملكة الابتسامة الجميلة في نفس المسابقة  صنفت بين أفضل عشرة مراكز مسابقة ملكة جمال الكون 1999.بدأت جول حياتها المهنية مع فيلم بخور لعام 2003 الفيلم. ومنذ ذلك الحين كانت قد عملت في أفلام مثل جيرم (2005)، والمسلسل التلفزيوني كاشيير (ستار بلاس) [بحاجة لمصدر] إلا أنها لقيت نقد جيد في دورها كزينات فاطمة، وهي امرأة بسيطة تكافح بقوة لإنقاذ زوجها من الذهاب إلى حبل المشنقة، في العام 2006 مثلت في الفيلم ناغيش كوكونور، والفيلم خنفساء. فيلم عام 2007، مانوراما ستة اقدام تحت الأرض، المستوحي من فيلم رومان بولانسكي فيلم الحي الصيني، الذي نالت فيه نقد رائع [بحاجة لمصدر] في العام 2008 مثلت في أفلام مرحبا وصيف 2007. أعمالها لعام 2009 تتضمن أفلام مرحباً والمستطيل وقصة حب. ظهرت جول على الصفحة الأولى، في صورة ملتقطة لمجلة مكسيم في أيلول / سبتمبر 2008.
كانت جول قد ظهرت في الإعلانات التلفزيونية لساعات تيتان راجا وهي حاليا ممثلة العلامة التجارية لشركة تاتا سكاي مع أمير خان.

## الجوائز

### الترشيحات
- جائزة غبار النجوم لأفضل ممثلة في دور مساعد (2009) عن الفيلم : مرحبا
- جائزة الشاشة لأفضل ممثلة في دور مساعد (2007) الفيلم : دور

### الجوائز التي فازت بها
- فازت بجائزة النقاد زي ساين—جائزة أفضل ممثلة ، مناصفة مع عايشة تقيه عن الفيلم دور (2007)

## قائمة الأفلام
| العام   | الفيلم                      | الدور       |
| ------- | --------------------------- | ----------- |
| 2003    | بخور                        | بيهو فيرما  |
| 2005    | جورم (Jurm)                 | سونيا       |
| (2006). | الخنفساء                    | زينات فاطمة |
| 2007.   | مانورما ستة اقدام تحت الأرض | نيمي        |
| 2008.   | صيف 2007                    |             |
| 2008.   | مرحبا،                      | بريانكا     |
| 2009    | قصة حب                      |             |
| 2009    | مستقيم                      | رينو        |
| 2009    | أنوباف                      |             |

## وصلات خارجية
- جال بانج على موقع IMDb (الإنجليزية)
- جال بانج على موقع قاعدة بيانات الفيلم (الإنجليزية)
- جال بانج على موقع كينوبويسك (الروسية)

| سبقه Lymaraina D'Souza | Miss India Universe ‏ 1999 | تبعه لارا دوتا |